# Anni Podimata

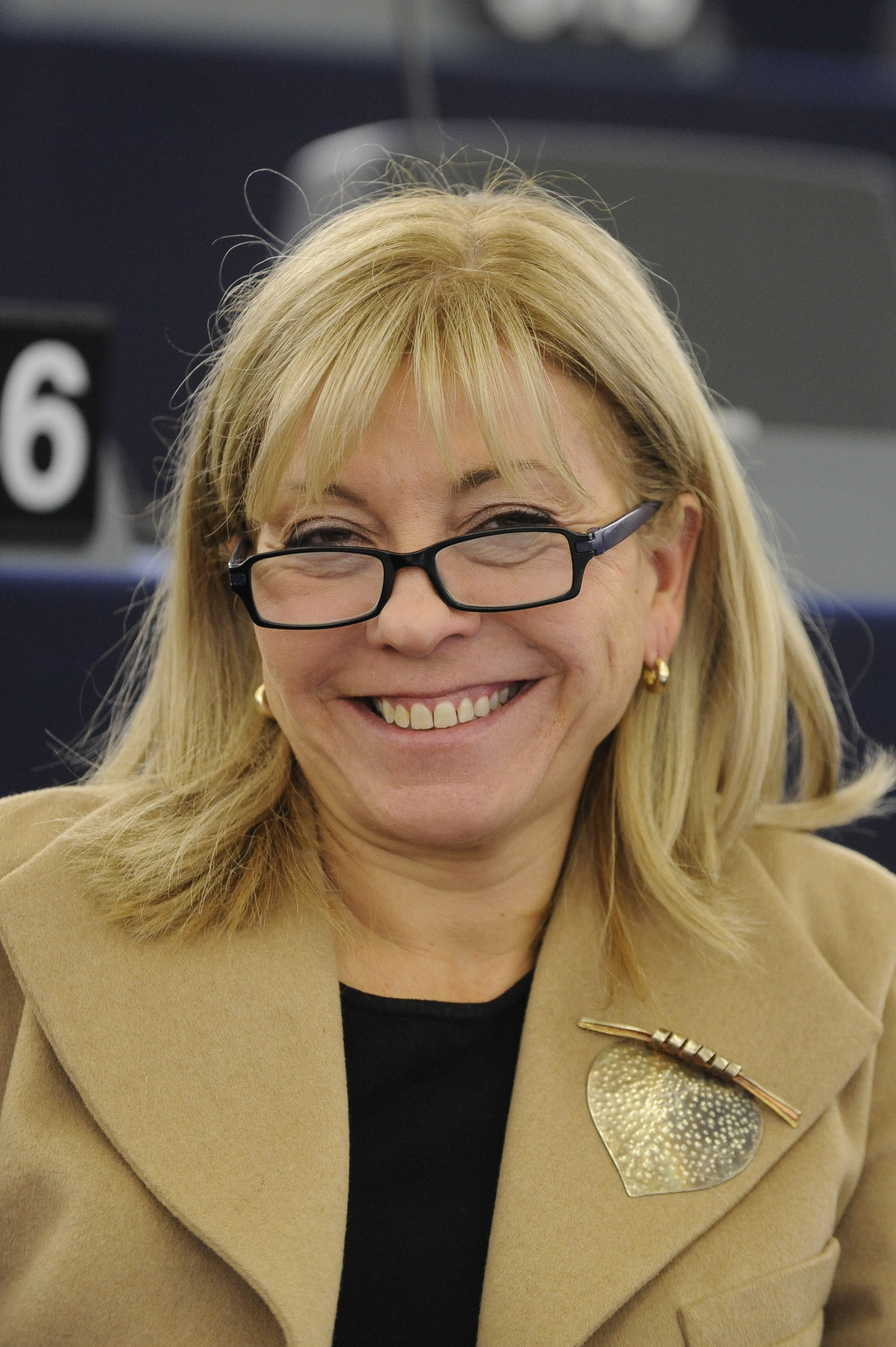
Anni Podimata, 2013

Anni Podimata (griechisch Άννυ Ποδηματά Anny Podimata; * 8. Oktober 1962 in Athen) ist eine griechische Politikerin (PASOK).
Podimata erwarb die Philosophische Fakultät der Universität Athen in den Fachbereichen Französische Sprache und Philologie. Daraufhin besuchte sie mit einem EG-Stipendium ein postgraduales Seminar am Institut Journalistes en Europe in Paris.
Podimata arbeitete zunächst als Mitarbeiterin der Zeitungen I Avgi und To Vima und beim Radiosender Athen 9,84. Danach war sie Korrespondentin für den Fernsehsender ET1 und die Athener Nachrichtenagentur in Paris. Von 1996 bis 1998 war sie Redakteurin für außenpolitische Themen bei Zeitung Exousia, danach bis 2007 bei To Vima und To Vima tis Kyriakis. 2000 erhielt sie vom Verband türkischer Rundfunkjournalisten den griechisch-türkischen Freundschaftspreis für ihren Beitrag zur Annäherung beider Länder. Der Preis wurde in Ankara von den damaligen Außenministern der beiden Länder, Georgios Papandreou and İsmail Cem, verliehen.
Seit 2009 ist Podimata Mitglied des Europäischen Parlaments, in dem sie seit dem 5. Juli 2011 Vizepräsidentin ist. In dieser Funktion soll sie ihre Mitarbeiterin gemobbt haben, der ein Gericht hierfür im Dezember 2013 Schadenersatz in Höhe von 50.000 Euro zusprach.